# ايمانويل (لاعب كرة قدم)
ايمانويل هو لاعب كرة قدم برازيلي، ولد في 1 نوفمبر 1999.